# Castanopsis choboensis
Castanopsis choboensis är en bokväxtart som beskrevs av Paul Robert Hickel och Aimée Antoinette Camus. Castanopsis choboensis ingår i släktet Castanopsis och familjen bokväxter. Inga underarter finns listade.